# Fennange
Fennange (en luxemburgués: Fënnéng en alemán: Fenningen) es una villa de la comuna de Bettembourg del distrito de Luxemburgo del cantón de Esch-sur-Alzette. Está a unos 10,9 km de distancia de la Ciutad de Luxemburgo.